# دانيال ستيوارت
دانيال ستيوارت (بالإنجليزية: Daniel Stewart)‏ هو سياسي أمريكي، ولد في 20 ديسمبر 1761 في مقاطعة ليبيرتي في الولايات المتحدة، وتوفي في 27 مايو 1829. انتخب عضو مجلس نواب جورجيا.